# 加賀市議会
加賀市議会（かがしぎかい）は、石川県加賀市に設置されている地方議会である。

## 概要
- 定数：18人
- 任期：4年
- 選挙区：市全体を1選挙区とする大選挙区制（単記非移譲式）
- 議長：稲垣 清也（自由民主党）
- 副議長：辰川 志郎（自由民主党）

## 会派
| 会派名および無所属 | 議席数 | 所属党派                                       | 女性議員数 | 女性議員の比率(%) |
| ------------------ | ------ | ---------------------------------------------- | ---------- | ----------------- |
| 昂志会             | 7      | 自由民主党4、公明党1、無所属2                  | 0          | 0                 |
| 自民かがやき       | 7      | 自由民主党5、無所属2                           | 1          | 14.29             |
| 無所属             | 4      | 自由民主党1、社会民主党1、日本共産党1、無所属1 | 0          | 0                 |
| 計                 | 18     |                                                | 1          | 5.56              |

## 市民主役条例
市の最高法規として議員提案により制定され、2012年4月1日より施行されている。
市では予算編成過程の透明化と称して、条例制定前の2010年より市民への意見募集や一部の予算要求内容と査定内容についての公開を行っているが、本条例によって改めて取り組みの根拠となる規定等が盛り込まれることとなった。

## 議会だより
議会の活動状況の周知のために議会だよりを年4回の定例会ごとに紙媒体（世帯配布）と電子媒体（PDF）で発行している。

## 議事録の公表
会議録検索システムにより本会議及び委員会・全員協議会の議事録を公表している。

## 歴代議長
特記なき場合『加賀市統計書』「歴代議長」の項による
。
| 代     | 氏名     | 就任             | 退任             | 備考 |
| ------ | -------- | ---------------- | ---------------- | ---- |
| 1      | 西出振   | 平成17年11月9日  | 平成19年6月21日  |      |
| 2      | 西出清次 | 平成19年6月21日  | 平成20年9月26日  |      |
| 3      | 小塩作馬 | 平成20年9月26日  | 平成21年10月29日 |      |
| 4      | 上出栄雄 | 平成21年11月11日 | 平成23年1月31日  |      |
| 5      | 岩村正秀 | 平成23年1月31日  | 平成24年8月17日  |      |
| 6      | 林俊昭   | 平成24年8月17日  | 平成25年10月29日 |      |
| 7      | 髙辻󠄀伸行 | 平成25年11月1日  | 平成28年6月20日  |      |
| 8      | 谷本直人 | 平成28年6月20日  | 平成29年10月29日 |      |
| 9(8)   | 林直史   | 平成29年10月29日 | 平成30年12月18日 |      |
| 10(9)  | 田中金利 | 平成30年12月18日 | 令和2年3月24日   |      |
| 11(10) | 中谷喜英 | 令和2年3月24日   | 令和3年10月29日  |      |
| 12(11) | 稲垣清也 | 令和3年11月1日   | 現職             |      |